# Reborn Vol.1
『Reborn Vol.1』（リボーン ボリュームワン）は、日本の男性アイドルグループ・嵐のデジタルEP。2020年2月28日にジェイ・ストームから配信された。

## 概要
2019年12月に配信限定シングルとしてリリースされた「A-RA-SHI : Reborn」と、新たにリプロダクション（リアレンジ・レコーディング）した「a Day in Our Life : Reborn」、「One Love : Reborn」の計3曲を収録。
今作のリリースと同時に、「a Day in Our Life : Reborn」と「One Love : Reborn」のリリックビデオも公式YouTubeチャンネルにて公開された。
3曲とも17thアルバム『This is 嵐』初回限定盤特典CDに収録された。

## 収録曲
1. A-RA-SHI : Reborn [3:26]
Written by J&T, Koji Makaino, Andreas Carlsson, Erik Lidbom, Sho Sakurai, Geek Boy Al Swettenham
  - 2ndデジタルシングル
  - 1stシングルのリプロダクション（リアレンジ・レコーディング）楽曲
2. a Day in Our Life : Reborn [3:31]
Written by SHUN, SHUYA, Andreas Carlsson, Geek Boy Al Swettenham, Sho Sakurai
  - 7thシングルのリプロダクション（リアレンジ・レコーディング）楽曲

曲中に「きっと大丈夫」をサンプリングしたフレーズが存在する。
3. One Love : Reborn [3:23]
Written by youth case, Yusuke Kato, Andreas Carlsson, Erik Lidbom
  - 22ndシングルのリプロダクション（リアレンジ・レコーディング）楽曲